# الرغيف ينبض كالقلب
الرغيف ينبض كالقلب، مجموعة مقالات من مؤلفات الشاعرة والكاتبة العربية السورية غادة السمان، صدرت في عام 1991، عن منشورات غادة السمان في بيروت، لبنان.